# Archaeosamia
Archaeosamia is een geslacht van vlinders uit de familie van de nachtpauwogen (Saturniidae). De naam werd in 2007 door Ronald Brechlin gepubliceerd als nomen novum voor Desgodinsia Oberthür, 1914, een junior homoniem van Desgodinsia Senna, 1894 (Coleoptera).
De typesoort van het geslacht is Desgodinsia watsoni Oberthür, 1914

## Soorten
- Archaeosamia watsoni